# Big When I Was Little
Big When I Was Little è un singolo della cantante britannica Eliza Doolittle, pubblicato nel 2013 ed estratto dal suo album In Your Hands.

## Tracce
- Download digitale

1. Big When I Was Little – 3:52
2. You and Me (Piano Version) – 4:00